# Рібагорський субдіалект каталанської мови

Діалекти каталанської мови

Рібаго́рський субдіале́кт півні́чно-за́хідного діалеќту катала́нської мо́ви (кат. català ribagorçà) – говори каталанської мови, якими говорять у кумарці Алта-Рібагорса в Каталонії, західній частині комарки Рібагорса в Арагоні та в арагонській комарці Літера.

## Фонетика
- Закінчення -er вимовляється без кінцевого -r, як і на решті території північно-західного діалекту, однак на відміну від інших територій -e- позначає відкрите [ε]: carrer вимовляється [ka'rε].
- -l після k-, b-, p-, f- та r- палаталізується: cllau (замість clau), bllat (замість blat), fllor (замість flor), parllar (замість parlar), Cerller (місцевий топонім).
- Як у субдіалекті апічат звук [z] переходить у [s]: casa → ['kaza].
- -x-, яке позначає [ʃ] у літературній вимові, читається [tʃ], окрім випадків, коли перед -x стоїть i-: caixa, baixar.
- j та i+g вимовляються як коротке i: major → maió, maig → mai, але деякі слова вимовляються з [tʃ]: mig, raig.

## Морфологія
- Існує три типи вказівних займенників, які вказують на віддаленість предмету: ACÍ esto esta estos estes, ASTÍ eixo eixa eixos eixes, ALLÍ aquell aquella aquells aquelles.
- Зберігається середньовічна форма означеного артиклю чоловічого роду: lo i los. Якщо після артиклю йде слово, що починається з голосної, артикль на письмі набирає форми el та els, та вимовляється l i ls.
- Третя особа однини теперішнього часу та деяких інших часових форм закінчується на [e]: ell parle, parlave, parlarie.
- У дієсловах третьої дієвідміни -ix- вимовляється [is].
- Відмінювання дієслів відбувається за схемою західних діалектів каталанської мови: у теперішньому часі — parle, parles, parle, parlem, parleu, parlen.

## Бенаскська говірка
Сусідня бенаскська говірка не належить до діалектів каталанської мови, а є перехідною зоною між арагонською, каталанською та окситанською (гасконським діалектом) мовами.